# Powerman 5000
Powerman är en amerikansk nu-metalgrupp som startades 1990.

## Biografi
Spider One (Michael David Cummings) som är Rob Zombies yngre bror hoppade av sina studier för att satsa på musiken. Han köpte en billig 4-bands inspelningsstudio och en trummaskin. Han valde artistnamnet "MC spider" och spelade in låten "Much Evil" med producenten Lamar Lowder.
Han blev snart en lokal kändis och började bygga ett band under namnet Powerman 5000 (förkortas PM5K av fans på nätet). 1991 gick den erfarne gitarristen Adam 12 (Adam Williams) med i bandet. 1994 och 1995 släppte PM5K två independentplattor True Force och The Blood Splat Rating System, båda två blev lokala succéer.
1997 fick man ett kontrakt med Dreamworks entertainment och släppte en ny version av The Blood Splat Rating System med två nya låtar. Skivan döptes också om till Mega!! Kung Fu Radio. Bandet började turnera och släppte "Organizized" och "Tokyo Vigilante #1" som singlar.

1999 gick gitarristen M.33 (Mike Tempesta) med i bandet och man fick sitt stora genombrott. Man beskrev sig själva som ett "action rock/science fiction"-band. De släppte skivan Tonight the Stars Revolt! med hittarna "When Worlds Collide", "Nobody's Real", och "Supernova Goes Pop". Skivan sålde i cirka en miljon exemplar.
Man spelade in uppföljaren Anyone For Doomsday? och singeln "Bombshell" släpptes till radiostationerna. Men precis innan det utsatta releasedatumet stoppades skivan på grund av olaglig nedladdning. Skivan släpptes senare av Spider Ones egna skivföretag Megatronic Records, men stoppades återigen.

## Medlemmar
Nuvarande medlemmar
- Spider One (Michael David Cummings) – sång (1991– )
- Dj Rattan (Rattan) – trummor, slagverk (2013– )
- Ty Oliver – sologitarr (2015– )
- Murv (Murv Douglas) – basgitarr (2015– )[1]
- Taylor Haycraft – rytmgitarr (2019– )

Tidigare medlemmar
- Adam 12 (Adam Williams) – sologitarr (1991–2005)
- M33 (Mike Tempesta) – rytmgitarr (1999–2005)
- Terry Corso – rytmgitarr (2005–2007)
- Johnny Rock Heatley – sologitarr (2005–2007)
- Evan 9 (Evan Rodaniche) – rytmgitarr, bakgrundssång (2007–2011)
- X51 (Gustavo Aued) – basgitarr (2008–2015)
- Nick Annis – rytmgitarr (2011)
- Velkro (Dave Pino) – sologitarr (2007–2012)
- Jesse Sauve – sologitarr (2013)
- Dorian 27 (Dorian Heartsong) – basgitarr (1991–2001)
- Siggy 00 (Siggy Sjursen) – basgitarr (2002–2008)
- Jordan Cohen – slagverk (1994–1998)
- Al 3 (Allen Pahanish) – trummor, slagverk (1991–2001)
- GFlash (Gordon Heckaman) – trummor, slagverk (2008–2011)
- Ad7 (Adrian Ost) – trummor, slagverk, bakgrundssång (2001–2008, 2012–2013)
- DJ Brian Collymore – turntable, keyboard (1991–1994)
- Zer0 (Richard Jazmin) – sologitarr (2013–2015)
- sci55ors (Nick Quijano) – rytmgitarr (2012–2016)

## Diskografi
Studioalbum
- 1995 – The Blood-Splat Rating System
- 1997 – Mega!! Kung Fu Radio
- 1999 – Tonight the Stars Revolt!
- 2001 – Anyone for Doomsday?
- 2003 – Transform
- 2006 – Destroy What You Enjoy
- 2009 – Somewhere on the Other Side of Nowhere
- 2011 – Copies, Clones & Replicants
- 2014 – Builders of the Future
- 2017 – New Wave
- 2020 – The Noble Rot

EP
- 1994 – True Force
- 2006 – Korea Tour EP

Singlar
- 1997 – "Tokyo Vigilante #1" / "20 Miles to Texas 25 to Hell"
- 1999 – "Nobody's Real"
- 1999 – "'When Worlds Collide"
- 2000 – "Supernova Goes Pop"
- 2001 – "Bombshell" / "Danger Is Go!"
- 2001 – "Relax" (soundtrack)
- 2003 – "Free"
- 2009 – "Super Villain"
- 2009 – "V Is for Vampire"
- 2010 – "Show Me What You've Got"
- 2010 – "Time Bomb, Baby"
- 2014 – "How To Be a Human"
- 2017 –	"Sid Vicious in a Dress"
- 2017 – "Cult Leader"
- 2020 – "Black Lipstick"
- 2020 – "Brave New World"
- 2020 – "When Worlds Collide (Re-Recorded)"

Samlingsalbum
- 2004 – The Good, The Bad, & The Ugly Vol. 1